# Iman Hakim
Iman Hakim  (* 9. März 2002 in Singapur), mit vollständigen Namen Iman Hakim Ibrahim, ist ein singapurischer Fußballspieler.

## Karriere

### Verein
Iman Hakim erlernte das Fußballspielen in der Singapore Sports School in Singapur. Seinen ersten Vertrag unterschrieb er 2020 bei Albirex Niigata (Singapur). Der Verein ist ein Ableger des japanischen Zweitligisten Albirex Niigata und spielt in der höchsten singapurischen Fußballliga, der Singapore Premier League. Mit Albirex gewann er 2020 die singapurische Meisterschaft. Für den Verein absolvierte er neun Erstligaspiele. Im Januar 2021 wechselte er zum Ligakonkurrenten Tampines Rovers. Bis zu seinem Dienstantritt zum Militärdienst am 22. Januar 2023 bestritt er für die Rovers 21 Erstligaspiele. Nachdem er seinen Dienst bei den Streitkräften angetreten hatte, wurde er an den Erstligisten Young Lions ausgeliehen. Die Young Lions sind eine U23-Mannschaft, die 2002 gegründet wurde. In der Elf spielen U23-Nationalspieler und auch Perspektivspieler. Ihnen soll die Möglichkeit gegeben werden, Spielpraxis in der ersten Liga zu sammeln.

### Nationalmannschaft
Seit 2023 spielt Hakim für die singapurische U22- und U23.

## Erfolge
Albirex Niigata (Singapur)
Singapurischer Meister: 2020